# Arif Erdem
Arif Erdem (* 2. ledna 1972, Istanbul) je bývalý turecký fotbalový útočník a reprezentant a později fotbalový trenér. Mimo Turecko působil na klubové úrovni ve Španělsku.

## Klubová kariéra
S Galatasaray SK nasbíral řadu domácích trofejí a také vyhrál Pohár UEFA 1999/00. V sezóně 2001/02 se stal v dresu Galatasaraye s 21 vstřelenými brankami nejlepším střelcem turecké nejvyšší fotbalové ligy (společně s İlhanem Mansızem z Beşiktaşe). Je členem klubu 100'LER KULÜBÜ sdružujícího fotbalisty se 100 a více nastřílenými brankami v turecké nejvyšší lize.
V roce 2000 absolvoval krátkou anabázi ve španělském klubu Real Sociedad.

## Reprezentační kariéra
V letech 1991–1993 hrál za tureckou jedenadvacítku.
V A-týmu Turecka debutoval 31. 8. 1998 v přátelském utkání ve Skopje proti domácímu týmu Makedonie (výhra 2:0). Při svém debutu vstřelil gól.
Zúčastnil se EURA 1996 v Anglii, EURA 2000 v Nizozemsku a Belgii a MS 2002 v Japonsku a Jižní Koreji (zisk bronzové medaile).
Celkem odehrál v letech 1994–2003 v tureckém národním týmu 60 zápasů a vstřelil 11 branek.

## Trenérská kariéra
Po skončení hráčské kariéry se dal na trenérskou dráhu, působil jako asistent trenéra v klubu İstanbul BBSK a od roku 2011 do roku 2012 jako hlavní trenér tohoto klubu.